# Alvin Superstar
Alvin Superstar (Alvin and the Chipmunks) è un film del 2007 diretto da Tim Hill.
Prodotto da 20th Century Fox è ispirato ai personaggi di Alvin and the Chipmunks, protagonisti di una serie di dischi e di cartoni animati fra gli anni sessanta e gli anni novanta.
Il film ha debuttato nelle sale cinematografiche statunitensi il 14 dicembre 2007, guadagnando la sorprendente somma di 44.307.417 dollari in 3.475 sale nel solo weekend di apertura, battendo ai botteghini Io sono leggenda. 
Ha ricevuto recensioni generalmente negative dalla critica cinematografica. Il consenso di Rotten Tomatoes critica l'umorismo del film e la "formula del film per bambini rimaneggiata". Alvin Superstar ha incassato 361 milioni di dollari in tutto il mondo con un budget di 60 milioni di dollari ed è stato il settimo DVD più venduto del 2008.
Nelle sale italiane il film ha esordito il 18 gennaio 2008 con un incasso di 1.246.384 euro nel weekend di apertura. Il film è un prequel della serie originale che racconta come Alvin, Simon, Theodore e Dave si incontrarono in primo luogo.

## Trama
Alvin, Simon e Theodore, i Chipmunks, sono tre scoiattoli parlanti che vivono all'interno di un abete nella foresta temperata del Nevada, sanno cantare e sperano un giorno che il loro eccellente dono venga usato con successo, poiché stanchi di mangiare poche ghiande e lottare per la sopravvivenza. Un giorno, durante il periodo natalizio, il loro abete viene abbattuto dalle guardie forestali (con i tre scoiattoli ancora all'interno del tronco) per farne un albero di Natale piazzato a Los Angeles, in California, nell'edificio della Jett Records, una casa discografica di fama internazionale guidata da Ian Hawke, uomo tanto ricco quanto arrogante, infido e non caritatevole. Nel frattempo, invece, il suo vecchio amico del college Dave Seville è per hobby un musicista fallito e sfortunato da dieci anni che, recatosi da Ian per mostrargli le sue canzoni, si vede sbattere la porta in faccia. Mentre si allontana disperato con un cesto di muffin rubato da un tavolo per consolarsi, i tre Chipmunk, scesi dall'albero decorato e scappando dall'edificio, si mettono in salvo verso Dave stesso, nascondendosi nel suo cestino e arrivano così a casa sua, all'insaputa di lui. Dopo un rocambolesco incontro, Dave scopre non solo che i tre parlano, ma che sanno anche cantare. Decide così di tenerli con sé a patto che cantino le sue canzoni. Purtroppo il primo tentativo di presentare le loro doti canore va a vuoto, a causa della loro paura da palcoscenico, e anche tenere a bada i tre scoiattoli non si rivelerà una cosa facile, a causa della loro vivacità: Dave perde il suo lavoro di marketing e la relazione con la sua ex Claire non decolla. Verrà inoltre rivelato che Simon è miope, perciò Dave gli procurerà degli occhiali da un Babbo Natale giocattolo. Con la canzone Christmas Don't Be Late, presentata ad Ian dai Chipmunk stessi all’insaputa di Dave per fargli una sorpresa, il gruppo ottiene un enorme successo, attirando così le avide mire di Ian che sfrutta l'ingenuità dei roditori per viziarli. Ci riuscirà in poco tempo, allontanandoli subito da casa di Dave, prima portandoli nella sua villa, poi sfruttandoli per fare soldi fino a sfinire e stancare tutti e tre dopo aver cantato in America, attraversata in 5 giorni, e progettando un tour in Europa e addirittura in Cina.
Alla fine Dave, affezionatosi ai tre scoiattoli e preoccupato per loro, interviene durante il loro ultimo concerto prima del loro tour mondiale (concerto cantato in playback, visto che i tre non riuscivano più a cantare, essendo esausti per i troppi concerti) grazie anche all'aiuto di Claire. I tre Chipmunk fino a quel momento hanno creduto, a causa delle bugie di Ian, che a Dave non importasse più di loro, e vedendolo tentare di avvicinarsi per poi essere respinto, riescono dopo alcune difficoltà a raggiungerlo, mandando all'aria il concerto e riuscendo a sfuggire a Ian sfruttando dei pupazzi simili a loro lasciati dai fan, in modo da uscire dalla gabbia che Ian aveva usato per imprigionarli. Così alla fine insieme a Dave possono finalmente essere tutti una famiglia. Dave riesce anche a rifidanzarsi con Claire e a diventare manager definitivo della band dei Chipmunks.
In una scena durante i titoli di coda viene mostrato Ian, licenziato e caduto in povertà, tra la spazzatura di una baracca nei bassifondi della Jett Records, dove cerca di far cantare suonando un pianoforte degli scoiattoli normali e comuni, ma senza riuscirci, a tal punto che sbatte disperatamente la testa sul pianoforte.

## Produzione
Prima di Jason Lee, il ruolo di Dave Seville, era stato proposto a Chevy Chase, Tim Allen e Bill Murray.

## Colonna sonora
La colonna sonora del film è stata pubblicata il 20 novembre 2007, tre settimane prima del film, e contiene nuove versioni delle vecchie canzoni dei Chipmunks, come Witch Doctor e The Chipmunk Song (Don't Be Late), oltre che cover di canzoni come Bad Day e Funkytown e nuove canzoni come Ain't No Party e Get Munk'd.

## Accoglienza

### Incassi
Alvin Superstar è uscito in Nord America il 14 dicembre 2007. Il film ha incassato 44,3 milioni di dollari in 3.475 sale nel weekend di apertura con una media di circa 12.750 dollari per sede e si è piazzato secondo al botteghino dietro a Io sono leggenda. Il secondo fine settimana era arrivato ad ulteriori 28,2 milioni di dollari, dietro Il mistero delle pagine perdute e Io sono leggenda. Nel suo terzo fine settimana, ha superato Io sono leggenda per il numero 2 al botteghino, ma si è comunque classificato dietro a Il mistero delle pagine perdute. Il film ha concluso giovedì 5 giugno 2008, guadagnando 217,3 milioni di dollari negli Stati Uniti e 144 milioni di dollari all'estero per un totale di 361,3 milioni di dollari in tutto il mondo. Il continuo successo al botteghino ha sorpreso lo studio; Elizabeth Gabler della Fox 2000 ha detto al Los Angeles Times: "Guardo i numeri ogni giorno e ridiamo e basta". Dato il suo budget di 60 milioni di dollari, Alvin è stato molto più redditizio di Io sono leggenda o Il mistero delle pagine perdute. Secondo MTV, è diventato anche l'adattamento di animali parlanti/cartoni animati con il maggior incasso fino al suo sequel. È anche il film della 20th Century Fox con il maggior incasso negli Stati Uniti in uscita nel 2007.

### Critica
A novembre 2020, su Rotten Tomatoes il film aveva un indice di gradimento del 28% basato su 109 recensioni e un punteggio medio di 4,52/10. Il consenso critico del sito recita: "Sebbene reso carino, Alvin and the Chipmunks soffre di umorismo blando e banale e una formula di film per bambini rimaneggiata". 
A partire da novembre 2020, su Metacritic ha un punteggio di 39 su 100 basato su recensioni di 23 critici.
Ty Burr del Boston Globe ha detto: "la sceneggiatura si basa pesantemente sugli scherzi e sulla bellezza dagli occhi grandi dei piccoli e lascia gli attori dal vivo con dialoghi poco divertenti e niente da fare". Secondo il New York Times, "i suoi protagonisti animati sono eclissati in modo eclatante dai personaggi live-action". Il Chicago Reader ha criticato i personaggi "di cartone" di David Seville e Ian Hawke.
Ad alcuni critici non è piaciuta la recitazione insufficiente di Lee, in particolare il suo urlo deludente della parola "Alvin!". Dal punto di vista di Première, "Jason Lee è un Dave comprensivo, ma c'è una qualità quasi sonnambula nella sua performance;" e Vice ha scritto che lo "stile di recitazione piuttosto 'da cartone animato' di Lee qui lascia molto a desiderare". Tuttavia, la recitazione di Lee ha avuto alcuni sostenitori per aver lavorato come un simpatico protagonista, come Time Out, una fonte che pensava che il suo "approccio ironico dia un vantaggio ad alcuni dei momenti più arguti della sceneggiatura." Alcuni revisori hanno elogiato la performance di Cross, come Bill Goodykoontz di The Arizona Republic che ha definito il cattivo il momento clou del film: "Cross è esilarante in tutto ciò che fa, ma è sorprendentemente efficace in una commedia per bambini. La sua malvagità è così ampia che non fa mai davvero paura, ed è così divertente che non ti stanchi mai di vederlo sullo schermo". Première ha definito Richardson "abbastanza adorabile e accattivante, anche se la purezza del film rende difficile immaginare qualsiasi tipo di intreccio romantico". Ha scritto Roger Ebert, "Jason Lee e David Cross interpretano virilmente ruoli che richiedono loro, come attori, di relazionarsi con uno spazio vuoto che sarebbe poi stato riempito con la CGI".
Il Philadelphia Inquirer ha scritto: "i valori e la CGI sono buoni". Alcuni critici hanno elogiato i protagonisti scoiattoli, con Vice che ha scritto che erano "integrati abbastanza bene negli elementi live-action". Alcuni revisori, tra cui Ebert, hanno anche stroncato la mancanza di distinzione tra gli scoiattoli. Tuttavia, Variety pensava che ci fosse una "interazione persuasiva di co-protagonisti umani e digitali".

## Riconoscimenti
- 2008 - BMI Film & TV Award
  - Miglior colonna sonora a Christopher Lennertz
- 2008 - Kids' Choice Award
  - Miglior film
- 2008 - Young Artist Award
  - Nomination Miglior film fantasy o musicale per la famiglia

## Altri media
Il videogioco Alvin and the Chipmunks ispirato al film è stato messo in commercio il 4 dicembre 2007 per le piattaforme Wii, Nintendo DS, PlayStation 2, e PC, esattamente una settimana e tre giorni prima che il film arrivasse nelle sale.

## Sequel
Nel 2009 è stato realizzato il sequel Alvin Superstar 2 in cui sono introdotti i personaggi delle Chipette: Brittany, Jeanette ed Eleanor.
Nel 2012 è uscito il terzo capitolo della saga: Alvin Superstar 3 - Si salvi chi può!
In America il 18 dicembre 2015 esce il quarto capitolo: Alvin and the Chipmunks: The Road Chip. Segue in Italia il 23 dicembre con il titolo Alvin Superstar - Nessuno ci può fermare.